# ...Baby One More Time
...Baby One More Time је први студијски албум америчке певачице Бритни Спирс. Издат је 12. јануара 1999. године.